# Realisme
|  | Per a altres significats, vegeu «Realisme (desambiguació)». |

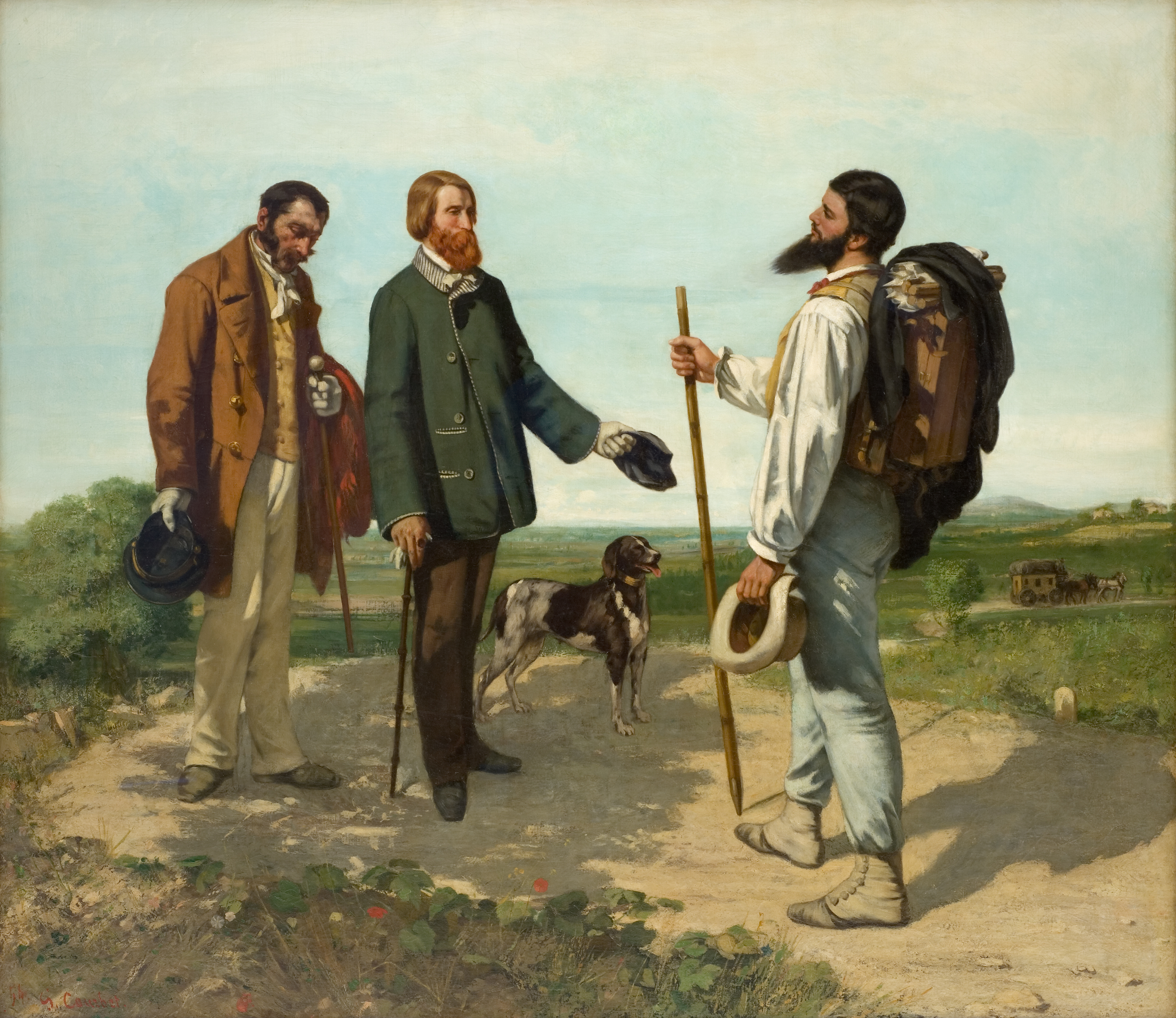
Bonjour, Monsieur Courbet (1854), pintura realista de l'artista francès Gustave Courbet

El realisme tant pot ser una actitud estilística o de teoria de l'art que identifica art i realitat, com pot designar un corrent artístic del segle xix que abasta tant en escultura i en pintura com en la literatura. En el primer cas, hi ha un interès per representar la naturalesa d'una manera imitativa (mimesis); tendeix a representar personatges, situacions i objectes de la vida quotidiana de manera veritable, i descarta l'artificialitat, la ficció especulativa, la idealització i estilització. Aquest enfocament realista de l'art s'ha donat en molts estils i èpoques històriques diferents al llarg de la història de la pintura i de l'escultura. En el segon cas, el corrent artístic, és una reacció al romanticisme i a les revolucions del 1848. En aquest fet hi ha una forta influència del cientisme positivista del s. XIX, així com de la fotografia, inventada en aquell moment, i de les noves ideologies socials que s’estengueren arreu d’Europa, per a les quals l’acte més simple de la vida humana o la vida de l’obrer té el valor de tema per a l’art, en lloc de la història o de la mitologia.

## Característiques
Es caracteritza per la recerca de l'objectivitat i el rebuig al món de la fantasia i dels somnis; el que és quotidià en contraposició a allò exòtic és el tema central, que exposa problemes polítics, humans i socials.

Els artistes del realisme tenen un desig d'objectivitat per representar la realitat el més acurada possible, sense embellir-la, per la qual cosa la capacitat d'observació de l'artista és de màxima importància, ja que es representa la realitat tal com ell l'interpreta. Tot i així, la pintura del realisme no va aportar cap innovació profunda des del punt de vista tècnic en relació al romanticisme i la gran diferència la trobem en la tria de temes contemporanis de la seva època i solen mostrar una crítica social; els problemes socials derivats del procés d'industrialització, la injustícia social, l'explotació a les fàbriques i el desencant pels fracassos revolucionaris de la primera meitat del segle xix.

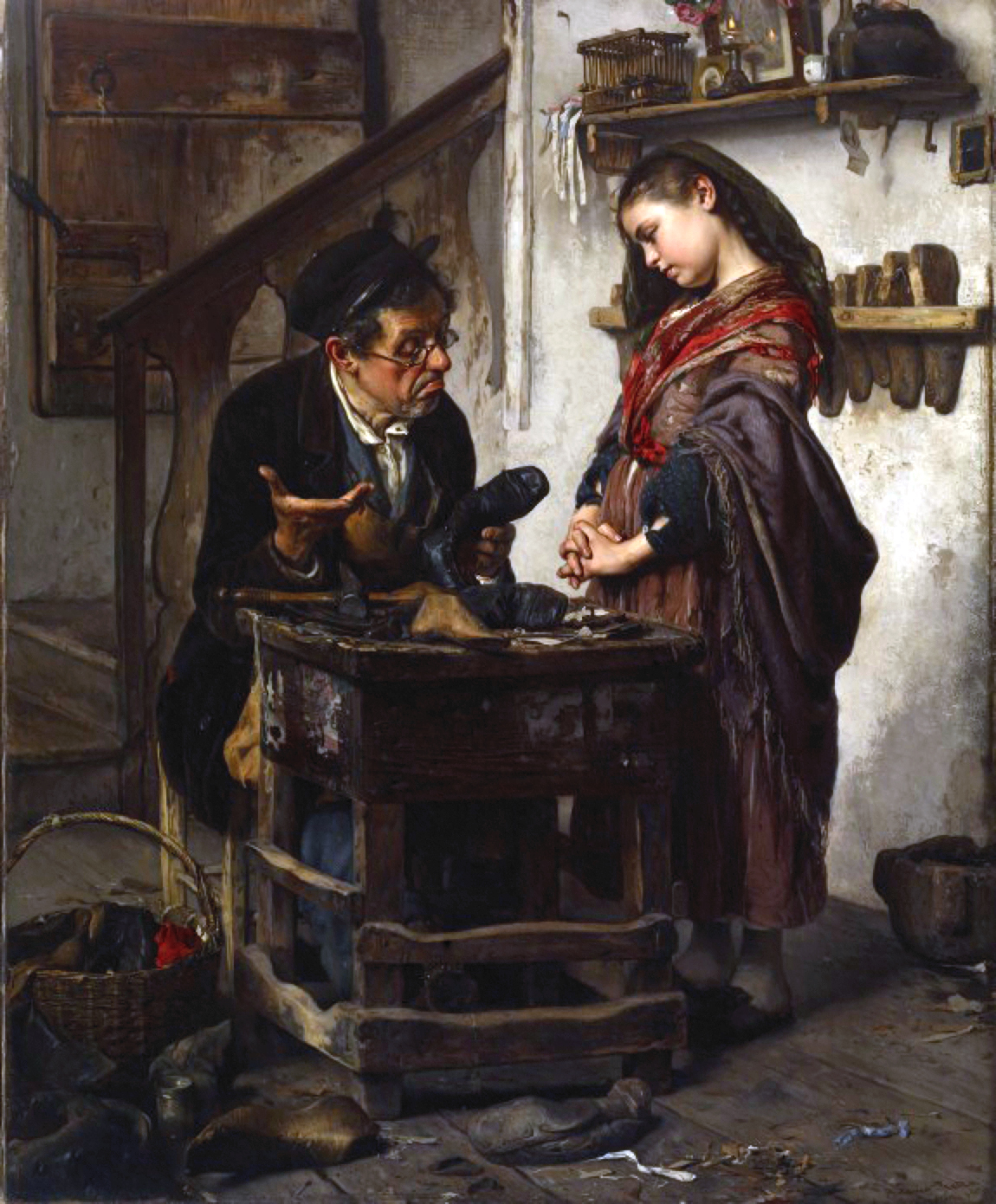
Antonio Rotta, The Hopeless Case, Walters Art Museum

## Pintura
La influència del cientifisme i l'aparició de la fotografia són factors determinants en la definició de l'estètica realista de la pintura realista. Els principals representants del realisme pictòric en els seus inicis a França foren Gustave Courbet (1819–1877), artista compromès amb els cercles revolucionaris i que va provocar unes grans polèmiques pels temes i els personatges enormement realistes que va retratar a les seves obres com els d’Enterrament a Ornans; Honoré Daumier (1808–1879), el qual va començar a utilitzar les noves tècniques que li permetien una difusió més gran de la seva obra com ara les caricatures en diaris i les litografies. Jean François Millet (1814-1875), el qual treballava com obrer agrícola per tal d’obtenir un sou complementari i va dedicar la seva obra pictòrica a la feina dels pagesos tot presentant un ambient de senzillesa i calma com a Les espigolaires i Jean-Baptiste-Camille Corot. El moviment realista francès va tenir equivalents en tots els països occidentals, desenvolupats una mica més tard. A Gran Bretanya, artistes com Hubert von Herkomer i Luke Fildes van tenir un gran èxit amb pintures realistes tractant problemes socials.

### Realisme pictòric a Catalunya
El realisme vuitcentista català té un representant molt primerenc: Ramon Martí i Alsina (1826-1894), que havia conegut a París els artistes més innovadors de l'època, com els que s'agrupaven sota l'Escola de Barbizon o un dels màxims representants del nou estil, Gustave Courbet, que creia que la missió dels realistes era trobar la veritat i ajudar a combatre les injustícies socials. En la dècada dels anys setanta alguns dels seus deixebles, com Joaquim Vayreda (1843-1894), un dels més importants paisatgistes del període, d'escenes rurals interpretades amb un estil molt àgil, semiimpressionista, tenyides sempre d'un gran lirisme. El seu germà, Marian Vayreda (1853-1903), conegut sobretot per les facetes literària i política, o com a promotor cultural, també va ser un pintor notable de figures i alguns temes costumistes olotins. Un altre deixeble important de Martí i Alsina va ser Josep Lluís Pellicer (1842-1901), que va aplicar el principi del realisme especialment en els dibuixos. La seva obra és d'un gran verisme i rigor periodístic. Pellicer va treballar sobretot com a reporter gràfic per a la premsa nacional i europea de l'època.
Entre els seus alumnes hi havia altres homes que es van convertir en grans pintors i personalitats artístiques. Artistes tan diferents com Modest Urgell (1839-1919), Baldomer Galofre (1846-1902) o Enric Serra i Auqué (1859-1918). Entre els deixebles, però, van destacar sobretot Francesc Torrescassana (1845-1918), Josep Armet (1843-1911) i Jaume Pahissa (1846-1928). Tots ells es van especialitzar sobretot en el paisatge i, juntament amb el mestre, van contribuir a fer d'aquest gènere pictòric, fins aleshores menystingut, un dels més apreciats pel públic.
Marià Fortuny (1839 - 1874), tot i pertànyer al moviment orientalista, amb una pintura detallista, costumista i brillant pot incloure's en el moviment realista, així com Isidre Nonell (1872 - 1911), creador d’un realisme dramàtic de temàtica humil i marginal.

## Literatura: Novel·la i Teatre
En el camp de la literatura, la narrativa es manifesta com el gènere que acull i permet la millor descripció de totes aquestes transformacions socials i fa del XIX un dels grans segles de la novel·la realista i clàssica. Es considera Honoré de Balzac com el pare de la literatura realista. Va ser un autor prolífic, amb l'ambició de retratar la societat francesa de la seva època dins La comèdia humana. Gustave Flaubert, conegut com un dels millors novel·listes occidentals que cercava le mot juste (el mot just), és conegut principalment per Madame Bovary, Stendhal, valorat per la seua aguda anàlisi de caràcters i la concisió del seu estil, en destaquen les seues novel·les Le Rouge et le Noir (El roig i el negre, 1830) i La Chartreuse de Parme (La cartoixa de Parma, 1839), obra mestra que entronca tant amb la narrativa medieval com amb la novel·la cortesana, més estrictament realista. En la literatura britànica, es considera dins del moviment de literatura victoriana hi ha exemples de literatura realista com la de Charles Dickens, qui va usar el realisme patètic com a dura crítica de les injustícies socials als més desafavorits, especialment obres com Oliver Twist o Temps difícils. En la literatura russa, cal destacar Tolstoi (Guerra i pau) i Dostoievski (Crim i càstig).
En literatura espanyola Benito Pérez Galdós és un dels màxims exponents d'aquest tipus de novel·la realista amb Fortunata y Jacinta, juntament amb Leopoldo Alas, Clarín, amb La Regenta.
A Catalunya, Narcís Oller, amb la seva Febre d’Or (1892),  va ser el gran representant del realisme o naturalisme literari. Però també va haver-hi d'altres autors destacats com Marià Vayreda, Dolors Monserdà o Josep Pin i Soler, que van descriure a les seves obres l’ambient a les fàbriques i als salons, és a dir, la penúria obrera en oposició a l’opulència burgesa. En la difusió d’aquest corrent literari els crítics literaris Josep Yxart i Joan Sardà van tenir un paper molt important.
En teatre, Àngel Guimerà, en la seva segona etapa, de l'any 1890 fins al 1900, farà drames en prosa i de temàtica contemporània a l'autor, amb trets més propis del realisme i referències a la problemàtica social de les capes més humils (obrers, camperols, pescadors). Les obres més importants d'aquesta etapa són: Maria Rosa, Terra baixa i La filla del mar.

## Realisme en el cinema
El realisme al cinema apareix pràcticament als seus orígens. Amb les pel·lícules dels germans Lumière s'observen elements realistes que capturen involuntàriament i amb un objectiu molt diferent a la tendència artística que definiria a molts directors anys més tard. Posteriorment, en treballs de directors com D. W. Griffith o Lois Weber a la dècada del 1910 s'observen elements considerats realistes, com per exemple la profunditat de camp de Griffith o el tractament de la figura humana en Weber. Tot i això, no va ser fins a la dècada de 1920 amb les pel·lícules documentalistes de Robert Flaherty que el realisme va començar a fer-se un nom en la indústria audiovisual representat a través de diferents tècniques, elements i objectius. Nanook of the North (Nanuk, el esquimal) de 1922 de Flaherty, és considerada la primera pel·lícula realista en tant les seves característiques de documental i la voluntat del director en la captació del temps mort.
El cinema de Jean Renoir especialment va influenciar enormement aquest moviment que va sorgit a Itàlia després de la Segona Guerra Mundial i que va portar el concepte de realisme a un nou extrem, el naturalisme, que suposa la culminació del realisme. Les característiques del cinema de Renoir són el seu compromís amb la naturalitat i el realisme, sense deixar de banda el seu valor estètic, cinematogràfic i poètic. En el neorealisme italià s'intenta transmetre la quotidianitat del poble obrer, i les situacions que sobretot les classes baixes encaren, així com una documentació de la misèria. Tot i que és difícil definir la seva naturalesa, la seva durada i el seu abast, i on es puguin reconèixer i reunir creadors tan diversos com l’intuïtiu Roberto Rossellini, el complex Luchino Visconti, el sentimental Vittorio De Sica, el romàntic Giuseppe de Santis, l’ascètic Michelangelo Antonioni, el barroc Federico Fellini s'articulen pel contingut sobre temes com les dificultats de la guerra, la misèria, l'emigració, la connexió entre el personatge i el paisatge, la coralitat, decorats naturals, improvisació i refús del guió. Va representar una experiència singular i una influència decisiva sobre bona part del cinema europeu.